# 高二氢辣椒素
高二氢辣椒素是一种含氮有机化合物，分子式C19H31NO3，是二氢辣椒素的同系物，存在于许多辣椒属（Capsicum）植物中，占全体辣椒素类化合物的约1%。